# Klejniki (rejon brzeski)
Klejniki (biał. Клейнікі, ros. Клейники) – wieś (agromiasteczko od 2011 r.) w rejonie brzeskim obwodu brzeskiego; centrum administracyjne sielsowietu Klejniki.
Wieś szlachecka położona była w końcu XVIII wieku w powiecie brzeskolitewskim województwa brzeskolitewskiego. 

## Geografia
Miejscowość położona przy północno-zachodniej granicy Brześcia, między wsiami Nepli, Piaski i Skoki, niedaleko od przejścia granicznego Kukuryki-Kozłowicze.

## Historia
W XVII w. właścicielem Klejnik był dziadek Juliana Ursyna Niemcewicza Aleksander Niemcewicz (ur. w 1681), miecznik brzeski. Potem wieś należała do jego potomków, wchodząc w skład dóbr Skoki.
W XIX w. wieś znajdowała się w powiecie brzeskim guberni grodzieńskiej. 
W okresie międzywojennym Klejniki należały do gminy Motykały w powiecie brzeskim województwa poleskiego. Według spisu powszechnego z 1921 r. wieś i folwark Klejniki liczyły 65 domów. Mieszkało tu 350 osób: 156 mężczyzn, 194 kobiety. Pod względem wyznania 135 mieszkańców było rzymskimi katolikami, a 215 prawosławnymi. Natomiast pod względem narodowości 134 osoby deklarowały się jako Polacy, 215 - jako Białorusini, a 1 - jako Rusin.
Po II wojnie światowej w granicach ZSRR i od 1991 r. w niepodległej Białorusi. 

## Współczesność

### Stosunki religijne
Prawosławni mieszkańcy wsi należą do parafii Ikony Matki Bożej "Odzyskanie Umarłych" (Православный приход в честь иконы Божьей Матери "Взыскание Погибших") w dekanacie (благочиние) Brześć-Rejon eparchii brzeskiej i kobryńskiej Egzarchatu Białoruskiego Patriarchatu Moskiewskiego. Nie posiadają jednak na razie własnej świątyni (w budowie) i korzystają z cerkwi Przemienienia Pańskiego (Spaso-Preobrażeńskiej) w Terebuniu.
Miejscowi katolicy należą do parafii Podwyższenia Krzyża Świętego w Brześciu w dekanacie Brześć diecezji pińskiej. Świątynią parafialną jest kościół Podwyższenia Krzyża Świętego w Brześciu.

## Osoby związane z wsią
- Stanisław Ursyn Niemcewicz – urodzony w Klejnikach, generał major wojsk litewskich, sędzia grodzki brzeski, poseł na Sejm Czteroletni, gubernator grodzieński 1816–1817
- Wolha Nieudach (Olga Niewdach, Вольга Неўдах) – przez pewien czas mieszkająca w Klejnikach[9] Miss Białorusi 2002
- Julija Skałkowicz (Julia Skałkowicz, Юлія Скалковіч) – pochodząca z Klejnik Miss Białorusi 2012[10][11][12][13]